# 哈德克努特
哈德克努特（Hardeknud，意为强壮的克努特；1018年—1042年6月8日），也被后世称为丹麦的克努特三世（Knud 3.）和英格兰的克努特二世（Canute II），1035年至1042年間為丹麥國王，1040至1042年間為英格蘭人的國王，丹麥統治英格兰時代的末代君主，也英格蘭最後一位斯堪的納維亞人君王。
哈德克努特是克努特大帝（曾統治由英格蘭、挪威和丹麥構成的“北海帝國”）與諾曼第的愛瑪之子。1035年克努特病逝，國家隨之分裂，哈德克努特繼承了其父的丹麥王位，是為克努特三世，其同父異母兄飞毛腿哈罗德繼承了英格蘭，馬格努斯繼承了挪威。哈德克努特一直致力於恢復他父親的疆土，1040年哈羅德突然去世，他便順勢登上了英格蘭王位，稱作克努特二世。
1042年，哈德克努特急病去世，丹麥王國由馬格努斯繼承，英格蘭則由忏悔者爱德华繼承。

## 早年經歷
1013年，哈德克努特的爺爺丹麥國王八字鬍斯文入侵英格蘭，擊敗當時英格蘭國王決策無方者埃塞爾雷德，後者逃遁至諾曼底，斯文成為英格蘭國王。但斯文于1014年病逝，埃塞爾雷德隨後復辟，而丹麥王位由哈德克努特的父親克努特繼承。
1015年夏，克努特率軍再度入侵英格蘭，埃塞爾雷德的兒子，剛勇者埃德蒙領兵抵抗。雙方激戰一年後，終於在1016年10月定下協議，克努特和埃德蒙各統治半個英格蘭，埃德蒙死後由克努特繼承。協議簽訂後不久，11月30日，埃德蒙突然去世，年僅26歲。
1017年，克努特正式加冕成為英格蘭國王。7月，克努特迎娶了埃塞爾雷德的遺孀，諾曼底的愛瑪。1018年，兩人生下了哈德克努特。為了與愛瑪結婚，克努特休掉了前妻，南安普頓的阿爾夫吉夫。據愛瑪後來授意編寫的《愛瑪王后讚》稱，她與克努特成婚的條件是，他們兩人的孩子應比克努特與前妻的孩子有更高的繼承權。1023年，殉道者阿爾夫海爾的遺體由倫敦轉運至坎特伯雷，愛瑪和年幼的哈德克努特主持了這一儀式。這一幕被哈德克努特的傳記作者伊安•霍華德記錄下來，說明哈德克努特已經被克努特承認為英格蘭王位的繼承人。
1020年後，丹麥開始面臨挪威和瑞典的威脅。1026年，克努特決定把年僅八歲的哈德克努特送到丹麥以強化丹麥的防衛，同時成立了一個以妹夫烏爾夫伯爵為首的攝政會議輔佐哈德克努特。然而烏爾夫伯爵不斷嘗試離間他們父子間的關係，他一邊擅自讓丹麥的封臣向哈德克努特而非克努特宣誓效忠，又一邊在不請示克努特的情況下採取主動措施抵禦挪威人和瑞典人的入侵。1027年，克努特帶著一隻艦隊回到丹麥問罪。克努特以哈德克努特年幼為由寬恕了兒子的不忠，而烏爾夫則因此遭誅殺。克努特將入侵者趕出了丹麥，並控制了挪威。1028年，克努特返回了英格蘭，讓哈德克努特繼續統治丹麥。
征服挪威後，克努特安排哈孔·埃里克松替他治理挪威，但後者于1029年溺水而亡。克努特又指定他與前妻阿爾夫吉夫的兒子斯文統治挪威，阿爾夫吉夫協助。但是他們在挪威橫征暴斂，又過於重用丹麥人，這惹惱了挪威本地貴族。1035年，挪威前國王奧拉夫的兒子馬格努斯率軍入侵挪威，斯文只得與其母一同逃到丹麥。哈德克努特想替自己的兄弟收回領土，他自知實力不足，於是他們一同向父親求援。然後援軍沒有到來，他們只等到了父親的死訊。

## 統治

#### 哈羅德與丹麥
1035年，哈德克努特正式繼位成為丹麥國王克努特三世。繼位之初，哈德克努特忙於穩固丹麥的局勢，無暇顧及英格蘭，只能默許他的同父異母兄飛毛腿哈羅德作為英格蘭攝政，由哈德克努特的生母愛瑪代表他掌控威塞克斯。1037年，哈羅德被貴族們接納為正式的國王。距盎格魯-撒克遜編年史記載，貴族們以哈德克努特“在丹麥時間太長”為由背棄了他，愛瑪則逃往佛蘭德斯的布魯日。1039年，哈德克努特帶著艦隊前往布魯日與母親會和，一同計劃奪回英格蘭。但哈羅德的健康情況並不好，1040年3月，哈羅德病逝，貴族們便派使者請哈德克努特繼位。
克努特死後的幾年哈德克努特對英格蘭到底有幾分控制力今日已不得而知。當時，泰晤士河以南的造幣廠出產的硬幣印有哈德克努特的名字，而河以北的硬幣印有哈羅德的名字。如果哈德克努特靜止來到英格蘭，那麼英格蘭可能會像1016年時那樣分裂為兩塊。然而哈德克努特一直留在丹麥應對馬格努斯控制下的挪威的威脅，無暇顧及英格蘭。經過數年的對峙，最終在1040年左右，哈德克努特與馬格努斯訂下協議：如果雙方中有一方先死，他的王國就歸另一方所有。從丹麥的事務中抽身後，哈德克努特終於有能力確保他對英格蘭的統治。
據伊安•霍華德記載，哈德克努特曾答應幫兄長斯文奪回挪威，他計劃于1036年入侵挪威，但計劃還沒能實行斯文就死了。失去了戰爭藉口加之哈德克努特生性不喜挑起戰爭，最終使哈德克努特與馬格努斯簽下了協定。霍華德認為協議是在1036年簽訂的，但也有歷史學家認為是在1039年——協議的簽訂使哈德克努特能夠抽身去重奪英格蘭。
流亡到布魯日的愛瑪一直在密謀為她的兒子奪取英格蘭王位。她出資編寫了一部《愛瑪王后讚》，這部著作中極力讚美了愛瑪，同時不遺餘力地攻擊哈羅德，指控他1036年時安排謀殺了愛瑪與埃塞爾雷德所生的二兒子阿爾弗雷德。其中描寫了當哈德克努特聽聞他同母異父的哥哥被殺時有多麼震驚，在霍華德看來，這正是促使生來謹慎的哈德克努特下定決心入侵英格蘭的原因之一。書中還記載了1039年時英國的貴族們已經感覺到哈羅德時日無多，因而主動來聯繫哈德克努特。

#### 重返英格蘭
1040年6月17日，哈德克努特與他母親一同在桑威治登陸英國。由於是英格蘭的貴族主動邀請，整個過程中沒有發生衝突，但為了以防萬一哈德克努特依然帶來了一隻由62艘戰船組成的艦隊。哈德克努特必須款待隨行的軍隊並支付酬勞，為此他征收了一筆超過21000鎊的稅。雖然他父親1017年左右在類似的場合征收了近四倍的數目，這筆巨款還是使他留下了不好的名聲。
先前哈德克努特被哈羅德謀殺阿爾弗雷德的行為嚇得不輕，加之愛瑪也想為自己的兒子復仇。於是在征得了哈羅德生前的近臣允許後，哈德克努特將哈羅德開棺戮尸——掘開了哈羅德在威斯敏斯特的墓地，尸體被當眾斬首。尸體接著被丟棄在陰溝里，之後又被取回並扔到了泰晤士河裡。最終一位水手撈起了尸體並將其葬在一座教堂的庭院裡。謀殺阿爾弗雷德的另一位主謀便是實力強大的威塞克斯伯爵戈德溫，正是他抓住了阿爾弗雷德並將其送給了哈羅德。愛瑪太后也在哈德克努特面前指控戈德溫的罪行。哈德克努特許諾戈德溫許諾只要能證明他是奉哈羅德之命事便能免於罪責，然而戈德溫送了哈德克努特一艘裝飾極盡華麗的船，如果哈德克努特判他有罪就只能掏錢買下這艘船，在重賄之下哈德克努特放棄了對戈德溫的指控。伍斯特的萊芬主教同樣被指控參與了謀殺，萊芬當時殘忍地挖去了阿爾弗雷德的雙眼。但到了1041年，他與哈德克努特達成了和解並恢復了原來的職位。
英格蘭長期以來一直是國王在議會中議事、裁決，由宮相輔佐。但哈德克努特在丹麥一直是位獨斷的君主，出於對本地大貴族們的不信任，他不想改變他的行事風格。起初他成功地恐嚇了他的臣子們，但隨後這招就不怎麼管用了。為了應對帝國中可能發生的突發情況，哈德克努特將英格蘭的艦隊由原來的16艘擴充至32艘。為了支付這筆龐大的費用，他只能大幅提高稅率，碰巧當年糧食歉收，進一步加重了經濟困難。1041年，哈德克努特的兩名稅務官在伍斯特征稅時因對百姓過於嚴苛，而被憤怒的群眾殺死。出了報復，哈德克努特命令領主們將當事的城鎮燒毀並將居民全部殺死（這在當時是合法的，但顯然會招致厭惡）。然而，大部分居民聽到風聲後便四散奔逃，只有其中極少數被殺。
當時的諾森佈裡亞伯爵為休厄德，但領內北部的伯尼西亞伯爵埃德沃夫一直保持半獨立狀態，這令獨斷專行的哈德克努特十分不快。1041年，埃德沃夫伯爵因某事冒犯到了哈德克努特，但隨後達成和解。哈德克努特向埃德沃夫保證安全，然而隨後又與休厄德合謀殺掉了埃德沃夫，休厄德順勢統一了諾森佈裡亞。這一事跡受到廣泛的譴責，盎格魯-撒克遜編年史直言這是一次“背叛”，國王是一個“破誓者”。
哈德克努特可能對教會十分慷慨。這方面的記載少有流傳，但存世的有一張他將土地轉讓給溫切斯特主教的特許狀。他對拉姆西修道院也多有賜予，12世紀的拉姆西編年史稱讚了他的性格與他的慷慨。
哈德克努特在成為英格蘭國王前便已受病痛折磨。他可能患有結核病，這在當時是不治之症，也許他已自知時日無多。1041年，哈德克努特主動邀請自己的同母異父兄長愛德華（即懺悔者愛德華）結束流亡，由諾曼底回國，可能是想要將他立為繼承人。這也許是受愛瑪的影響，她希望權力能保持在自己的兒子們手裡。哈德克努特一直未婚，亦沒有子女。

## 逝世
1042年6月8日，哈德克努特出席了一場在蘭貝斯舉辦的婚禮，新郎是驕傲的托維——原先他父親克努特的旗手，新娘是廷臣奥斯戈德•克拉帕的女兒吉薩。席間哈德克努特可能喝了很多酒，正當他站起為新娘的健康敬酒時，他突然倒地開始抽搐。身邊的人扶住了他，但他一句話的也說不出來，随后便去世了。從症狀看死因應是由飲酒過度引起的中風。

## 继承
哈德克努特與馬格努斯之間訂下了協議，規定先死者由另一人繼承其土地。起初，這一協定僅僅針對丹麥王位的繼承問題。但據挪威英雄史詩記載，哈德克努特死後馬格努斯想把英格蘭也包含進去。據說馬格努斯給宣信者愛德華寄了封信，強迫愛德華承認他的繼承權否則就威脅開戰。馬格努斯的繼承人無情者哈拉爾也保留了這一宣稱，且確實在愛德華死後發動了入侵。
據《愛瑪王后讚》，宣信者愛德華從1041年起就已成為英格蘭的共治者。哈德克努特、愛德華與愛瑪之間的關係類似於宗教中的三位一體。愛德華自認為是飛毛腿哈羅德與哈德克努特兩人的合法繼承人，且已得到全國人民的支持。愛德華又與英格蘭本地的大貴族戈德溫聯姻，他娶了戈德溫的女兒伊迪絲，而伊迪絲又是戈德溫與克努特的妹妹生下的孩子——即克努特的外甥。這樣下來，愛德華不僅是前代國王決策無方者埃塞烈德與諾曼底的愛瑪的兒子，剛勇者埃德蒙的同父異母弟，還是克努特的繼子，飛毛腿哈羅德的異父異母弟，哈德克努特的同母異父兄。簡而言之，在血緣關係上，愛德華要比馬格努斯關係近得多。且英格蘭的貴族們已經承認愛德華為國王，大主教已經為他祝過聖，愛德華的繼位已然不容置疑。愛德華表示不論馬格努斯是否打算入侵，他“在殺掉我之前永不會被稱作國王，也永不會結交到一個盟友。”愛德華強硬的態度使得馬格努斯暫時擱置了對王位的宣稱。
除此之外，哈德克努特還有一個妹妹，即丹麥的剛希爾達，與神聖羅馬帝國的亨利三世訂下婚約。將來他們的孩子有可能獲得丹麥王位的宣稱，甚至可能包括也英格蘭。亨利三世很可能是想藉此控制丹麥，將神聖羅馬帝國的勢力擴張至波羅的海西部。但岡希爾達結婚短短三年便於1038年去世，只留下一個同樣短命的女兒，沒有兒子。